# Ferula racemosoumbellata
Ferula racemosoumbellata là một loài thực vật có hoa trong họ Hoa tán. Loài này được (Gilli) Rech.f. mô tả khoa học đầu tiên năm 1987.